# Ya Know?
...Ya Know? es el segundo y último álbum de estudio de Joey Ramone. Fue lanzado el 22 de mayo de 2012 y se trata de un álbum póstumo, ya que Joey falleció en 2001.
El álbum contó con los productores Ed Stasium, Jean Beauvoir, Daniel Rey (todos los cuales trabajaron en los álbumes de Ramones), el hermano de Joey Mickey Leigh y Joe Blaney. Incluye la participación de los músicos Joan Jett, Steven Van Zandt, Richie Ramone, Holly Bet Vincent, Genya Ravan, los miembros de Cheap Trick, The Dictators y Mickey Leigh.
Se anunció que el álbum iba a tener 17 canciones, pero debido a un problema de última hora, dos canciones tuvieron que ser cortadas. Dos de las canciones, "Merry Christmas (I Don't Want to Fight Tonight)" y "Life's a Gas", son regrabaciones de canciones originalmente grabadas por Ramones.
Un sencillo de 7 pulgadas de "Rock 'n Roll Is the Answer" fue lanzado el 21 de abril de 2012 por Record Store Day. La canción fue estrenada en Spinner.com el 6 de abril de 2012.

## Lista de canciones
Todas las canciones escritas por Joey Ramone entre 1977 y 2000.
| N.º | Título                                            | Duración |  |
| 1.  | «Rock 'n Roll Is the Answer»                      | 4:39     |  |
| 2.  | «Going Nowhere Fast»                              | 4:27     |  |
| 3.  | «New York City»                                   | 3:31     |  |
| 4.  | «Waiting for that Railroad»                       | 4:45     |  |
| 5.  | «I Couldn't Sleep»                                | 2:35     |  |
| 6.  | «What Did I Do to Deserve You?»                   | 2:53     |  |
| 7.  | «Seven Days of Gloom»                             | 3:57     |  |
| 8.  | «Eyes of Green»                                   | 2:26     |  |
| 9.  | «Party Line»                                      | 3:04     |  |
| 10. | «Merry Christmas (I Don't Want to Fight Tonight)» | 4:20     |  |
| 11. | «21st Century Girl»                               | 3:17     |  |
| 12. | «There's Got to Be More to Life»                  | 3:11     |  |
| 13. | «Make Me Tremble»                                 | 3:16     |  |
| 14. | «Cabin Fever»                                     | 3:40     |  |
| 15. | «Life's a Gas»                                    | 2:02     |  |

## Video musical de "New York City"
Se estrenó un video musical de "New York City" en el que aparecen 115 personas entre las cuales están:
- Mickey Leigh
- Tommy Ramone
- Ed Stasium
- Andy Shernoff
- Reggie Watts
- Kristen Schaal
- Scott Adsit
- John Lutz
- Andrew W.K.
- Anthony Bourdain
- The Drums
- Matt & Kim

## Deluxe Edition
El 23 de noviembre de 2012, una edición de deluxe del álbum fue lanzada como parte del Record Store Day. Fue limitado a 500 copias. Contaba con un DVD que incluye entrevistas con Elvis Costello, Kirk Hammett, Debbie Harry, Anthony Kiedis, Joe Strummer entre otros.